# 219 (numero)
Duecentodiciannove (219) è il numero naturale dopo il 218 e prima del 220.

## Proprietà matematiche
- È un numero dispari.
- È un numero composto dai seguenti divisori: 1, 3, 73, 219. Poiché la somma dei suoi divisori (escluso il numero stesso) è 77 < 219, è un numero difettivo.
- È un numero semiprimo.
- Può essere espresso in due modi diversi come differenza di due quadrati: {\displaystyle 219=38^{2}-35^{2}=110^{2}-109^{2}}.
- È un numero 74-gonale.
- È un numero di Ulam.
- È un numero malvagio.
- È il più piccolo numero che può essere rappresentato come somma di quattro cubi in due modi diversi.[1]
- È un numero palindromo nel sistema numerico binario (11011011) e nel sistema di numerazione posizionale a base 8 (333). In quest'ultima base è altresì un numero a cifra ripetuta.
- Ci sono 219 possibili relazioni d'ordine in un insieme con 4 elementi.[2]
- Ci sono 219 distinti gruppi spaziali nello spazio tridimensionale.
- È il numero di segni + necessari per scrivere la partizione di 11.
- M(219) = 4, un valore insolitamente alto.[3]
- È parte delle terne pitagoriche (144, 165, 219), (219, 292, 365), (219, 2660, 2669), (219, 7992, 7995), (219, 23980, 23981).
- È un numero fortunato.
- È un numero felice.
- È un numero congruente.

## Astronomia
- 219P/LINEAR è una cometa periodica del sistema solare.
- 219 Thusnelda è un asteroide della fascia principale del sistema solare.

## Astronautica
- Cosmos 219 è un satellite artificiale russo.

## Altri ambiti
- L'additivo alimentare E219 è il conservante sodio metilparaben.
- Nel 1277 il vescovo Tempier condannò 219 proposizioni della filosofia aristotelica, e ne proibì l'insegnamento nella Sorbona.
- A Roma, in via Merulana 219, sorge il Palazzo degli Ori: sfarzoso condominio della borghesia romana, teatro degli accadimenti narrati in Quer pasticciaccio brutto de via Merulana (nella prima edizione del romanzo, il numero civico era il 119).